# Jabloň
Jabloň és un poble i municipi d'Eslovàquia. Es troba a la regió de Prešov, al nord del país.

## Història
La primera referència escrita de la vila data del 1405.

## Demografia
| Godina             | 1994 | 2004   | 2014   | 2024    |
| ------------------ | ---- | ------ | ------ | ------- |
| Nombre de persones | 476  | 455    | 420    | 374     |
| Diferència         |      | −4,41% | −7,69% | −10,95% |

| Godina             | 2023 | 2024   |
| ------------------ | ---- | ------ |
| Nombre de persones | 378  | 374    |
| Diferència         |      | −1,05% |